# Margherita De Risi
Margherita De Risi (Roma, 2 gennaio 1998) è una doppiatrice italiana.

## Biografia
È figlia della doppiatrice Giò-Giò Rapattoni.

## Doppiaggio

### Film
- Isabela Merced in Transformers - L'ultimo Cavaliere, Instant Family, Dora e la città perduta, Let It Snow - Innamorarsi sotto la neve, Sweet Girl, Alien: Romulus, Superman
- Anya Taylor-Joy in Emma., Amsterdam, The Menu, Dune - Parte due, Furiosa: A Mad Max Saga
- Celeste O'Connor in Ghostbusters: Legacy, The In Between - Non ti perderò, Madame Web, Ghostbusters - Minaccia glaciale
- Kylee Russell in Zombies, Zombies 2, Zombies 3, Zombies 4 - L'alba dei vampiri
- Elle Fanning in Maleficent, Maleficent - Signora del male, Raccontami di un giorno perfetto, A Complete Unknown
- Lily-Rose Depp ne Il re, Voyagers, Nosferatu
- Clara Galle in Dalla mia finestra, Dalla mia finestra: Al di là del mare, Dalla mia finestra: Guardando te
- Madison Iseman in Piccoli brividi 2 - I fantasmi di Halloween, Annabelle 3, Nuvole
- Lili Reinhart ne Le ragazze di Wall Street - Business Is Business, Charlie's Angels, Linee parallele
- Julia Garner in Apartment 7A, Il Royal Hotel
- Nico Parker in Bridget Jones - Un amore di ragazzo, Dragon Trainer
- Sabrina Carpenter in Tall Girl, Tall Girl 2
- Amélie Hoeferle in Night Swim
- Chloë Grace Moretz in Tom & Jerry
- Sydney Sweeney in Immaculate - La prescelta
- Maika Monroe in God Is a Bullet
- Selena Gomez ne I morti non muoiono
- FKA twigs in The Crow - Il corvo
- Saleka in Trap
- Kathryn Newton in Freaky
- Emilia Jones in Locke & Key
- Thomasin McKenzie ne Il potere del cane
- Gideon Adlon ne Il rito delle streghe, Miller's Girl
- Eliza Scanlen in Piccole donne
- Angourie Rice in Ogni giorno
- Madelyn Cline in Glass Onion: Knives Out
- Sidney Flanigan in Mai raramente a volte sempre
- Aimee Lou Wood ne Il visionario mondo di Louis Wain
- Odessa Young in Secret Love
- Emma Corrin in My Policeman
- Raffey Cassidy in Vox Lux
- Seychelle Gabriel in Sleight - Magia
- Courtney Eaton in Live! Corsa contro il tempo
- Journee Brown in Un'altra scatenata dozzina
- Suzanna Son in Red Rocket
- Annie Jacob in He's All That
- Vanessa Marano in Daphne & Velma - Il mistero della Ridge Valley High
- Beanie Feldstein in Lady Bird
- Rhianna Merralls in A Christmas No. 1
- Oona Laurence in Guida per babysitter a caccia di mostri
- Inanna Sarkis in Seance - Piccoli omicidi tra amiche
- Odeya Rush in Voglio una vita a forma di me
- Bel Powley ne Il re di Staten Island
- Eden Duncan-Smith in See You Yesterday
- Stefanie Scott in Jem e le Holograms
- Emma Howard ne L'inganno
- Kerris Dorsey ne L'arte di vincere
- Taylor Hickson ne La casa delle bambole - Ghostland
- Ajiona Alexus in Breaking In
- Ruby Jerins in Remember Me
- Jackie Evancho ne La regola del silenzio
- Taylor Geare in Brothers
- Daisy Tahan in Motherhood - Il bello di essere mamma
- Morgana Davies ne L'albero
- Susan Radder ne La battaglia dimenticata
- Tijan Marei in The Privilege
- Luna Wedler in Storia di mia moglie
- Sinje Irslinger in Io rimango qui
- Paula del Río in Desconocido - Resa dei conti
- Paula Losada in Danzando sul cristallo
- Amanda de Godoi in Lulli
- Begoña Vargas ne Le leggi della frontiera
- Xènia Roset in Alcarràs - L'ultimo raccolto
- Claudia Vega in Eva
- Yasemin Yazici in Tattiche d'amore
- Aminata Kane in Atlantique
- Kyara Uchida ne Le ricette della signora Toku
- An Bai in Skyfire
- Shin Eun-kyung in Masquerade
- Doga Zeynep Doguslu in Mustang
- Laura Marano in Nonno questa volta è guerra
- Anna Cobb in Bones and All
- Emily Rudd in Sognando Marte
- Ina Dajanna Ervik in Royalteen - L'erede
- Sofia Lebedeva in Tetris
- Phoebe Dynevor in Fair Play
- Cosima Henman in Hard Feelings
- Rachel Zegler in Hunger Games - La ballata dell'usignolo e del serpente
- Jenna Warren in Thanksgiving
- Freya Allan ne Il regno del pianeta delle scimmie
- Misato Morita in City Hunter
- Veki Velilla in Il club dei lettori assassini
- Adwa Bader in Naga
- Jana McKinnon in Silver e il libro dei sogni
- Brittany O'Grady in It's What's Inside
- Ariana Grande in Wicked
- Fiona Palomo in Viaggio a Betlemme
- Kaitlyn Santa Juana in Final Destination Bloodlines
- Makenzie Leigh in Le notti di Salem
- Kiernan Shipka in Sweethearts

### Serie televisive
- Julia Garner in Dirty John, Modern Love, Inventing Anna
- Madison Lintz in Bosch (3ª voce), Bosch: l'eredità
- Brec Bassinger in Stargirl, Titans
- Freya Allan in The Witcher, The Third Day
- Olivia Holt in Cloak & Dagger, Runaways
- Angourie Rice in Omicidio a Easttown, L'ultima cosa che mi ha detto
- Phoebe Dynevor in Bridgerton
- Clara Galle in Ni una más
- Emilia Jones in Locke & Key
- Liah O'Prey in Domina
- Whitney Peak in Gossip Girl
- Hannah van der Westhuysen in Fate: The Winx Saga
- Brittany O'Grady in Little Voice
- Beanie Feldstein in American Crime Story
- Jessie Mei Li in Tenebre e ossa
- Kaylee Bryant in Legacies
- Talitha Bateman in Away
- Natalie Alyn Lind in Big Sky
- Laurel Marsden in Ms. Marvel
- Hadley Robinson in Winning Time - L'ascesa della dinastia dei Lakers
- Alyvia Alyn Lind in Chucky
- Sivan Alyra Rose in Chambers
- Quintessa Swindell in In Treatment
- Ann Skelly in The Nevers
- Lauren Lyle in Outlander
- Anna Baryshnikov in Dickinson
- Ciara Bravo in Red Band Society
- Dara Reneé in High School Musical: The Musical - La serie
- Ashley Liao in Physical
- Marianly Tejada in Uno di noi sta mentendo
- Helin Kandemir in Enciclopedia di Istanbul
- Sofia Bryant in I Am Not Okay with This
- Yerin Ha in Halo
- Ally Ioannides in Into the Badlands
- Sofia Vassilieva in Cercando Alaska
- Camren Bicondova in Gotham
- Auli'i Cravalho in Rise
- Cricket Wampler in Cambio di direzione
- Brianna Hildebrand in Trinkets
- Michelle Mylett in Bad Blood
- Elena Kampouris in American Odyssey
- Olivia Stuck in Kirby Buckets
- Cree Cicchino in Mr. Iglesias
- Jade Alleyne in The Lodge
- Daniella Perkins in Knight Squad
- Sophie Reynolds in Gamers Mania
- Dalia Yegavian in Degrassi: Next Class
- Phoebe Roberts in Ja'mie: Private School Girl
- Grace Hogg-Robinson in The Coroner
- Eleanor Worthington Cox in Britannia
- Jasmine Jobson in Top Boy
- Anastasia Chocholatá in Zero Chill
- Eloise Smyth in The Frankenstein Chronicles
- Sorcha Groundsell in The Innocents
- Erin Armstrong in Shetland
- Amy-Leigh Hickman in Safe
- Rukku Nahar in Wolfblood - Sangue di lupo
- Miah Madden in The Unlisted
- Franziska Heyder in Il nostro amico Charly (1ª voce)
- Aurelia Stern in Grani di pepe
- Lena Klenke in Come vendere droga online (in fretta)
- Mariana Botas in Diablero
- Zoé Duthion in Mystère
- Carmen Kassovitz in Stalk
- Michelle Barthel in Noi siamo l'onda
- María José Chicar in GO! Vivi a modo tuo
- Manuela Menéndez in Intrecci del passato
- Alba August in The Rain
- Charlotte De Bruyne in I dodici giurati
- Malaika Mosendane in Chosen - Prescelta
- Frieda Barnhard in Ares
- Íris Tanja Flygenring in Katla
- Miray Daner in Ambizione
- Genoveva Umeh in Blood Sisters
- Nicole Alyse Nelson in I Am Franky
- Pardis Saremi in Morte e altri dettagli
- Cumelén Sanz in Suspicious Minds
- Samara Weaving in Picnic at Hanging Rock
- Shira Haas in Unorthodox
- Geraldine Viswanathan in Bad Education
- Roxane Bret in Un'altra verità
- Nadia Tereszkiewicz in Possessions
- West Duchovny in Saint X

### Telenovele e soap opera
- Karol Sevilla in Soy Luna

### Film d'animazione
- Hotaru Tomoe/Sailor Saturn in Pretty Guardian Sailor Moon Eternal - Il film, Pretty Guardian Sailor Moon Cosmos - Il film
- Mirabel Madrigal in Encanto
- Molly in Toy Story 3 - La grande fuga
- Bambina in Rapunzel - L'intreccio della torre
- Haru in La ricompensa del gatto
- Veruca Salt in Tom & Jerry: Willy Wonka e la fabbrica di cioccolato[2]
- Mai Su in Next Gen
- Diva in Mini Cuccioli - Le quattro stagioni
- Leilia in Maquia - Decoriamo la mattina dell'addio con i fiori promessi
- Jane Willoughby in La famiglia Willoughby
- Kotona\Astrid in Ni no Kuni
- Alia in Arlo il giovane alligatore
- Katie Mitchell in I Mitchell contro le macchine
- Mai Ninomiya in Josée, la tigre e i pesci
- Hiroka Betsuyaku in Belle
- Spinel in Steven Universe: il film
- Fabiana, Sabina in Pinocchio
- Sam in Luck
- Riccioli d'Oro ne Il gatto con gli stivali 2 - L'ultimo desiderio
- Nimona in Nimona
- Chelsea Van Der Zee/Nerissa in Ruby Gillman - La ragazza con i tentacoli
- Dahlia (canto) in Wish
- Oscar François de Jarjayes in Le rose di Versailles - Lady Oscar

### Serie animate
- Mira in Mira - Detective reale
- Molly Tillerman in Central Park
- Jesse in Solar Opposites
- Dorothy Gale in Perduti a Oz
- Keia in Puppy Dog Pals
- Doris in Claude
- Hotaru Tomoe/Sailor Saturn in Pretty Guardian Sailor Moon Crystal
- Kira in Regal Academy
- Carole Stanley in Carole & Tuesday
- Powder/Jinx in Arcane
- Luz Noceda in The Owl House - Aspirante strega
- Spinel in Steven Universe Future
- Norma Khan in Dead End: Paranormal Park
- Della Duck (da adolescente), Pepper in DuckTales
- Lunatic in Black Rock Shooter: Dawn Fall
- Velvette in Hazbin Hotel
- Kriem in Tiger & Bunny
- Cat in The Grimm Variations
- Diva in Mini cuccioli a scuola
- La voce in Secret Level
- Riley Teenager in Dream Productions

## Riconoscimenti
- La Musa d'Oro
  - 2024: Miglior doppiaggio animazione lungometraggi per Nimona in Nimona
  - 2025: Miglior doppiatrice cinema per Clara Galle in Dalla mia finestra 3